# Синагога склярів (Кишинів)

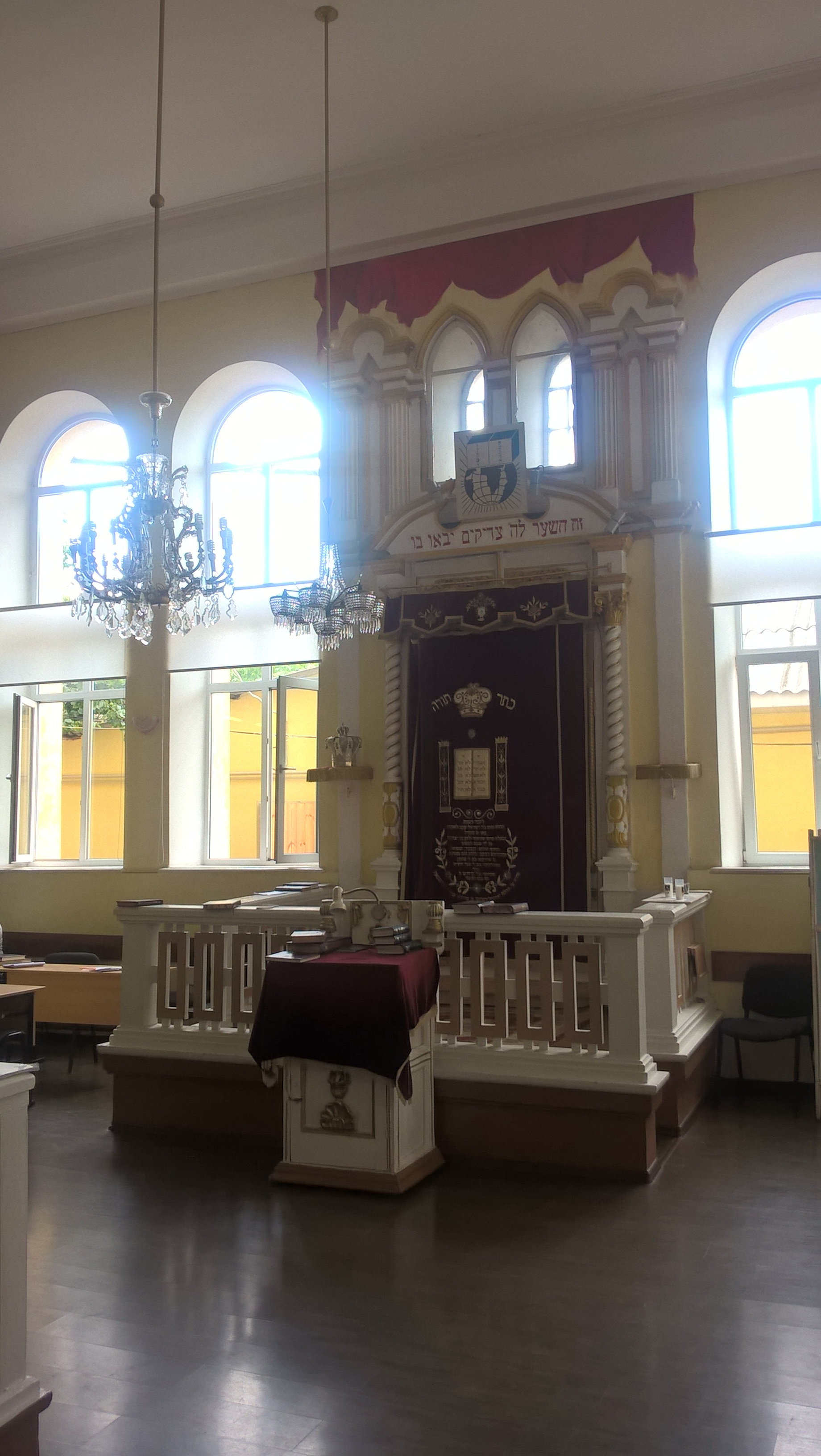
Синагога всередині

Синагога «склярів» (їдиш: גלעזער-שיל, рум. Sinagoga geamgiilor) — єврейська культова споруда, пам'ятка архітектури в Кишиневі, Молдова. Керується рухом ХаБаД.
Будівля зведена у 1896—1898 роках за проєктом Цалеля Ґінґера в еклектичному стилі. Під час Другої світової війни синагога була частково пошкоджена, перебудована у 1946—1948 роках із використанням збережених стін та декору. З 1964 року синагога «склярів» залишилася єдиною синагогою Кишинева, оскільки решта були закриті.
Синагога складається з двох споруд: власне синагога з міквою та пекарня, де випікають халу — єврейський обрядовий хліб. Посередині молитовного залу знаходиться різьблена дерев'яна тора з класичними мотивами та балкон, призначений виключно для перебування на ньому жінок.